# Tiger (Nalle Puh)
Tiger (engelska: Tigger) är ett av djuren i böckerna om Nalle Puh av A.A. Milne. Karaktäristiskt för Tiger är att han tycker om att skutta. Han är ganska självsäker och självcentrerad. Första gången man kan läsa om honom är i boken Nalle Puhs hörna (The House at Pooh Corner), utgiven 1928.
Tiger figurerar också i Disneys inkarnation av Nalle Puh, bland annat släpptes Tigers film 2000. I talboken "Nalle Puh och Tigger" på kassettband heter han Tigger även på svenska. Typiskt för Tiger är hans woppsi-doppsi-lopp-di-loppsi-alli-hopsi-studs som till stor del är mental.